# Bendix Corporation
A Bendix Corporation foi uma empresa de engenharia e manufatura Norte Americana que durante os vários anos da sua exstência (1924-1983) fabricou: sistemas de freio automotivos e aeronáuticos, sistemas elétricos e hidráulicos para a indústria aeronáutica, aviônicos, sistemas de controle de combustível automotivos e aeronáuticos, rádios, televisões e computadores.
O nome Bendix, ficou associado também à máquinas de lavar roupa, mas a Bendix Corporation jamais fabricou esse tipo de equipamento.